# Doo-Wops & Hooligans
Doo-Wops & Hooligans è il primo album in studio del cantautore statunitense Bruno Mars, pubblicato il 4 ottobre 2010 dalla Atlantic/Elektra.
Gli Smeezingtons, il team produttivo di Mars, è accreditato come produttore esecutivo dell'album nonché come autore di tutti i brani in esso presenti. La critica specializzata ha paragonato lo stile dell'artista a quello di vari artisti da Michael Jackson, a Little Richard, e a Jason Mraz. Doo-Wops & Hooligans ha debuttato alla terza posizione della classifica Billboard 200, dove ha totalizzato oltre 500 settimane in classifica, e nella top ten di Australia, Canada e Nuova Zelanda.
L'album fu, con oltre 8 milioni di vendite, il secondo album più venduto del 2011, dopo 21 di Adele.

## Descrizione

### Etimologia
Il cantante ha dichiarato in un'intervista che "Doo-Wops", genere creato negli anni '50, gli è stato trasmesso dal padre, e "Hooligans" rappresenta il suo lato rock, infatti il titolo del suo album è Doo-Wops & Hooligans.

### Contesto e sviluppo
Ari Levine, uno dei colleghi di Mars nel trio di produzione The Smeezingtons, dichiarò che loro non avevano mai incontrato personalmente Needlz, che li aiutò per la produzione di Just the Way You Are, e nemmeno Supa Dups, che li aiutò per la produzione di Our First Time e di Liquor Store Blues, e di aver collaborato grazie ad un invio reciproco di files attraverso il computer. Inoltre rivelò che la traccia The Other Side era inizialmente scritta per un altro artista, ma durante la produzione del brano pensarono che sarebbe stata coerente per l'album di Mars.
Mars spiegò che l'idea del brano per The Lazy Song venne in mente a Mars, Philip Lawrence e Ari Levine in un giorno dove si trovavano in studio insieme a K'naan, ed erano giorni che non producevano alcun brano, e così si sentivano pigri, e ciò li ha portati all'idea del testo del brano e successivamente tutti insieme produssero il brano.
La pubblicazione di Doo-Wops & Hooligans è stata annunciata in un comunicato stampa il 25 agosto 2010, a seguito del primo EP del cantante all'inizio dell'anno. La copertina dell'album è stata mostrata in anteprima esclusiva il 30 agosto 2010 e Mars con essa ha anche ufficializzato la data di pubblicazione sotto l'Atlantic Records il 9 settembre 2010.

### Stile musicale

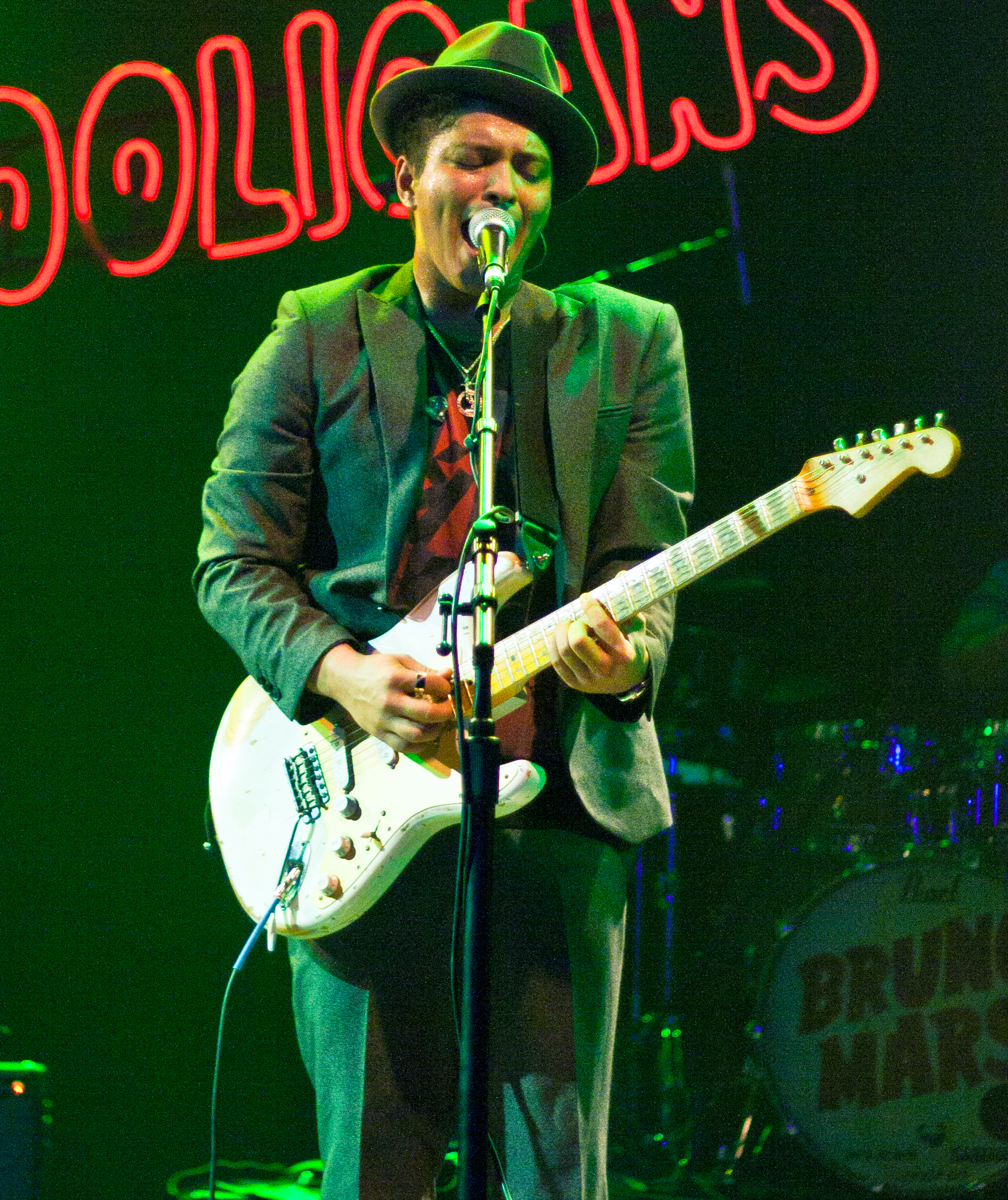
Bruno Mars si esibisce il 29 novembre 2010 ad Houston, in Texas

Doo-Wops & Hooligans è principalmente un album pop ed è stato lodato e acclamato fortemente dai critici musicali per la ricca varietà di generi e influenze musicali contenute al suo interno. Alcune canzoni del disco contengono elementi di genere rock, reggae, R&B e hip hop.
- Ken Capobianco della rivista The Boston Globe ha definito l'album come un disco "Ricco di melodie vivaci rese uniche da un pop liscio e grintoso".
- John Caramanica del The New York Times ha lodato la voce di Mars, che secondo lui, È capace di rendere ogni canzone speciale e unica, con una voce illuminante in grado di trasmettere una vasta gamma di sfumature soul, reggae, hip hop e R&B.
- Lisa Binkert di Billboard ha dichiarato che È impossibile definire con certezza quale stile musicale influenzi di più Bruno Mars: lui riesce a mischiare un sacco di stili e sfumature pop e rock in una sola canzone e la sua voce si sposa perfettamente con qualsiasi di questi generi.

Il timbro vocale e le melodie contenute all'interno dell'album sono state più volte paragonate a quelle di Michael Jackson, soprattutto per quanto riguarda per la traccia di apertura Grenade, il cui testo e melodie sono molto simili ad un singolo di Jackson, Dirty Diana del 1988.
La stessa canzone e vari brani musicali del disco sono stati paragonati ad altri brani musicali ad altri artisti quali Kanye West, Shakira, U2, Coldplay e molti altri.
Il brano d'apertura dell'album, Grenade è una ballad pop, con sfumature R&B, e uno stile che rimanda alla musica pop degli anni '80. La traccia successiva, Just the Way You Are, è una ballata melodica e romantica di genere pop e R&B, la terza traccia, Our First Time, presenta sonorità reggae e R&B, che ricevette diversi paragoni a lavori dei Boyz II Men, Runaway Baby è invece un vivace brano rock con approssimazioni al pop, ciò ha portato la traccia a diversi paragoni allo stile di Little Richard, The Lazy Song mostra influenze di roots reggae e musica hawaiiana con elementi di musica pop e R&B, Marry You è un brano pop e doo-wop che incorpora influenze di musica reggae, Talking to the Moon è una power ballad, di genere soft rock e R&B, Liquor Store Blues con Damian Marley è un brano dalle pure sonorità reggae, Count on Me è un brano pop soul con approssimazioni reggae e forti influenze di musica hawaiana, ciò ha portato il brano a diversi paragoni a diversi lavori di Jason Mraz, ed infine The Other Side è un brano indie rock e soul con la parte alternative hip hop di B.o.B.

### Tematiche
I brani musicali inclusi nell'album si dividono in due categorie differenti secondo il punto di vista del cantante e delle melodie adottate: alcuni sono ottimisti, ballate allegre e spensierati, tra cui le canzoni Just the Way You Are, la quale è una canzone d'amore dedicata ad una ragazza, dicendole che a lui piace così com'è e che non è necessario che lei cambi per piacergli ancora di più; Count on Me, che come tema affronta l'amicizia e la forza della solidarietà; Marry You, che descrive un'assurda situazione in cui due persone decidono improvvisamente di sposarsi; Runaway Baby e The Lazy Song, le quali sono un inno alla pigrizia e alla libertà spirituale.
Altre canzoni trattano invece di temi tristi e drammatici, spesso legati alle delusioni d'amore e che utilizzano melodie e cori che richiamano uno stato d'animo di tristezza e malinconia: tra i brani vi sono Grenade, Talking to the Moon e Liquor Store Blues.

## Singoli
Il primo singolo estratto dall'album, Just the Way You Are, ha raggiunto la vetta della Billboard Hot 100 rimanendovi per quattro settimane consecutive, diventando la numero uno anche nella Official Singles Chart. Ha venduto oltre 12 milioni di copie nel 2011 diventando il singolo più venduto nell'anno in tutto il mondo. Per promuovere l'album sono stati inoltre distribuiti altri due singoli digitali: Liquor Store Blues, featuring Damian Marley, e Grenade. Quest'ultimo ha riscosso molto successo in tutto il mondo arrivando, anch'esso, alla #1 di Billboard Hot 100 e della Official Singles Chart, vendendo nel 2011 oltre 11 milioni di copie e diventando il secondo singolo più venduto nell'anno in tutto il mondo. Il quarto singolo, pubblicato il 15 febbraio 2011, è The Lazy Song, ha raggiunto anch'esso la vetta della Official Singles Chart. Il singolo è stato il decimo più venduto del 2011 con 6,5 milioni di copie. Il quinto singolo è Marry You, non estratto per il mercato statunitense, ma nonostante questo ha raggiunto un buon successo internazionale.

## Tracce
1. Grenade – 3:42
2. Just the Way You Are – 3:40
3. Our First Time – 4:03
4. Runaway Baby – 2:27
5. The Lazy Song – 3:15 – 3:08 nell'edizione digitale
6. Marry You – 3:50
7. Talking to the Moon – 3:37
8. Liquor Store Blues (feat. Damian Marley) – 3:49
9. Count on Me – 3:17
10. The Other Side (feat. Cee Lo Green & B.o.B) – 3:47

Tracce bonus dell'edizione Deluxe
1. Just the Way You Are (Remix feat. Lupe Fiasco) – 3:58
2. Somewhere in Brooklyn (EP version) – 3:01

## Successo commerciale
Doo-Wops & Hooligans ha avuto un grande successo a livello mondiale. Nel 2011 ha venduto 4 milioni di copie mentre nel 2012 ne vendette altri 1,2 milioni. Il totale complessivo ad oggi è oltre 6 milioni di vendite. Negli Stati Uniti l'album debuttò con 55 000 copie e ad oggi ne ha vendute 2,3 mln e ha totalizzato oltre 600 settimane in classifica.

## Classifiche

### Classifiche settimanali
| Classifica (2010-21) | Posizione massima |
| -------------------- | ----------------- |
| Australia            | 2                 |
| Austria              | 2                 |
| Belgio (Fiandre)     | 1                 |
| Belgio (Vallonia)    | 20                |
| Danimarca            | 3                 |
| Germania             | 1                 |
| Irlanda              | 1                 |
| Islanda              | 10                |
| Italia               | 11                |
| Lituania             | 33                |
| Norvegia             | 10                |
| Nuova Zelanda        | 2                 |
| Paesi Bassi          | 1                 |
| Regno Unito          | 1                 |
| Stati Uniti          | 3                 |
| Svizzera             | 1                 |
| Ungheria             | 28                |

### Classifiche di fine anno
| Classifica (2011) | Posizione |
| ----------------- | --------- |
| Stati Uniti       | 12        |
| Classifica (2012) | Posizione |
| Australia         | 25        |
| Austria           | 71        |
| Belgio (Fiandre)  | 80        |
| Nuova Zelanda     | 9         |
| Regno Unito       | 26        |
| Stati Uniti       | 60        |
| Svizzera          | 50        |
| Classifica (2013) | Posizione |
| Nuova Zelanda     | 45        |
| Stati Uniti       | 73        |
| Classifica (2018) | Posizione |
| Islanda           | 97        |
| Classifica (2020) | Posizione |
| Belgio (Fiandre)  | 66        |
| Danimarca         | 70        |
| Islanda           | 83        |
| Paesi Bassi       | 51        |
| Svezia            | 91        |
| Classifica (2021) | Posizione |
| Australia         | 48        |
| Belgio (Fiandre)  | 32        |
| Belgio (Vallonia) | 135       |
| Danimarca         | 30        |
| Islanda           | 34        |
| Norvegia          | 29        |
| Nuova Zelanda     | 31        |
| Paesi Bassi       | 33        |
| Regno Unito       | 60        |
| Stati Uniti       | 94        |
| Svezia            | 47        |
| Classifica (2022) | Posizione |
| Australia         | 43        |
| Belgio (Fiandre)  | 33        |
| Belgio (Vallonia) | 114       |
| Danimarca         | 32        |
| Islanda           | 26        |
| Norvegia          | 36        |
| Paesi Bassi       | 24        |
| Regno Unito       | 54        |
| Svezia            | 65        |
| Svizzera          | 65        |
| Classifica (2023) | Posizione |
| Islanda           | 48        |
| Norvegia          | 34        |
| Classifica (2024) | Posizione |
| Portogallo        | 50        |